# Bécaud...
Pour les articles homonymes, voir Bécaud (homonymie).
Albums de Gilbert Bécaud
Desperado - Olympia 83
(1983) Le Retour
(1987)
Bécaud... est un album studio de Gilbert Bécaud sorti en 1984 et comprenant dix nouvelles compositions avec des orchestrations de Roger Loubet et de Norbert Daum.

## Face A
1. On attend, on attend (Claude Lemesle/Gilbert Bécaud) [3 min 04 s]
2. La Relève (Claude Lemesle/Gilbert Bécaud) [4 min 52 s]
3. Les Âmes en allées (Louis Amade/Gilbert Bécaud) [3 min 18 s]
4. L'Archange du Golf Drouot (Claude Lemesle/Gilbert Bécaud) [3 min 34 s]
5. Love supersonique (Claude Lemesle/Gilbert Bécaud) [2 min 33 s]

## Face B
1. Mustapha Dupont (Pierre Delanoë/Gilbert Bécaud) [2 min 48 s]
2. La Retraite (Maurice Vidalin/Gilbert Bécaud) [3 min 21 s]
3. La Chanson des pompons (Maurice Vidalin/Gilbert Bécaud) [2 min 26 s]
4. Little Red Boy (Louis Amade/Gilbert Bécaud) [3 min 32 s]
5. Au bout de la route (Michael Kunze, Claude Lemesle/Gilbert Bécaud) [3 min 44 s]